# إجماع (فقه)
الإجماع هو أحد مصادر التشريع الإسلامي وهو المصدر الثالث من المصادر الشرعية للأحكام عموماً بعد الكتاب والسنة، وكان ظهوره بسبب القضايا المستجدة التي طرأت بعد وفاة الرسول فصار كونه مصدر ضرورة لابد منها، ولكون النبي حذر من الفرقة والاختلاف وحثّ على الاجتماع في أحاديث كثيرة. ولا بد في الإجماع أن يستند إلى أصل من الكتاب والسنة، اللذان هما الوحيان والمصدران الأولان الأساسيان للتشريع.

## تعريف الإجماع
الإجماع في اللغة العربية: يطلق على أحد معنيين هما كالآتي:
- التصميم على الأمر والعزم على فعله ومنه قوله تعالى على لسان نوح: ﴿فَأَجْمِعُوا أَمْرَكُمْ وَشُرَكَاءَكُمْ﴾ [يونس:71] ... الآية. وقوله تعالى في شأن إخوة يوسف: ﴿وَمَا كُنْتَ لَدَيْهِمْ إِذْ أَجْمَعُوا أَمْرَهُمْ وَهُمْ يَمْكُرُونَ ۝١٠٢﴾ [يوسف:102] ومنه قول الرسول: «من لم يُجمع الصيام قبل الفجر فلا صيام له».[1]
- ومن معانيه التواطؤ والاتفاق فيقال: أجمع الناس على كذا أي اتفقوا عليه.

وأما تعريفه عند الأصوليين والفقهاء فهو: «اتفاق مجتهدي أمة محمد ﷺ بعد وفاته في حادثة، على أمر من الأمور في عصر من الأعصار».

### أدوار تاريخ الإجماع
لقد مر الإجماع من تاريخ نشأته بأربعة أدوار تعتبر هذه الأدوار محورية يدور عليها بعض التغيير في هذا المصدر التشريعي الهام وهذه الأدوار هي:
- دور عصر الصحابة: وهذا الدور الهام هو الذي في زمنه ظهر وولد الإجماع وكان دور الصحابة رضوان الله عليهم أجمعين يتجلى في دور الخلفاء الراشدين رضوان الله عليهم حيث كان إذا عزبهم أمر جمعوا رؤوس الصحابة واستشاروهم في كل مايستجد من أمر وما يطرأ من معضلة ودرسوا معهم الأمر دراسة يصدرون في أفعالهم عنها فممن فعل ذلك أبوبكر الصديق فقد جمعهم عند جمع القرآن وعند حرب المرتدين وفي الأراضي المفتوحة في الشام والعراق وبهذه السنة التي سنها كثر إجماع الصحابة في كثير من المسائل. وكذلك فعل عمر في عدة أمور منها: وقوع الطاعون في الشام وعند انتخاب الخليفة بعده عندما طُعن وغيرها.
- دور عصر التابعين: لم يكن عصر التابعين حافلاً بكثير من الإجماعات للفقهاء والعلماء لأنه توزع العلماء والفقهاء والمحدثون في كثير من الأمصار الإسلامية كالشام والعراق ومصر وخراسان وغيرها مع تقصير الحكام في جمع آراء الفقهاء على رأي واحد فتشتت آراء بعض العلماء وصار الفقهاء والمحدثون يهتمون بطلب الحديث والعلم دون النظر لرأي عامة الصحابة وجمعه، وهذا أدى إلى اهمال هذا المصدر لأنهم كانوا يهتمون بهذا بالوحيين دون غيرهما.
- عصر جمع الإجماع (الاجتهاد): وكان أول ماظهر بداية جمع الإجماع عند الإمام مالك باهتمامه بإجماع أهل المدينة وعند أبي حنيفة بالتزامه وحرصه على إجماع أهل الكوفة، وبهذا حرص كل إمام على أن يلتزم باجماع من سبقه وبدأت بعد ذلك تتسع دائرة الإجماع شيئاً فشيئاً حتى شملت أمصاراً إسلامية شتّى.
- عصر فقهاء المذاهب: في هذا الدور استقر عند الكثير من المنتسبين للمذاهب الفقهية وعند أئمتهم حجية الإجماع ونضوجه كمصدر للتشريع الإسلامي فصار عندهم حجة قاطعة وصاروا ينكرون أشد الإنكار على من يخرج عن إجماع المجتهدين من السلف ومن يخالفهم في حكم شرعي.[3] وكانوا قبل ذلك كبداية يرتبط كل تلميذ من تلاميذ أئمة المذاهب الفقهية بقول إمامه ويدعمه بدعاوي من الإجماع حتى كملت دائرة الإجماع شيئاً فشيئاً وصار لايمكن الاستغناء عنه أبداً كمصدر هام وخصوصاً في الآونة الأخيرة، فقد حررّ العلماء المتقدمون هذا المصدر والعلم وحصروا مسائله وضبطوا قواعده فلا يحقّ لمن يؤمن بالله واليوم الآخر أن ينكره كمصدر تشريع.

## أدلة الإجماع
هناك عدة أدلة تدل على كون هذا الإجماع مصدر تشريع أساسي مع الكتاب والسنة يُرجع إليه بعد هذين الأصلين وأكثر الأدلة من السنة فمن الأدلة مايلي:
- من الكتاب:
- قوله تعالى: ﴿وَكَذَلِكَ جَعَلْنَاكُمْ أُمَّةً وَسَطًا لِتَكُونُوا شُهَدَاءَ عَلَى النَّاسِ﴾ [البقرة:143].
- وقوله تعالى: ﴿وَاعْتَصِمُوا بِحَبْلِ اللَّهِ جَمِيعًا وَلَا تَفَرَّقُوا﴾ [آل عمران:103].
- وقوله تعالى: ﴿وَمَنْ يُشَاقِقِ الرَّسُولَ مِنْ بَعْدِ مَا تَبَيَّنَ لَهُ الْهُدَى وَيَتَّبِعْ غَيْرَ سَبِيلِ الْمُؤْمِنِينَ نُوَلِّهِ مَا تَوَلَّى وَنُصْلِهِ جَهَنَّمَ وَسَاءَتْ مَصِيرًا ۝١١٥﴾ [النساء:115].
- وقوله تعالى: ﴿وَلَوْ رَدُّوهُ إِلَى الرَّسُولِ وَإِلَى أُولِي الْأَمْرِ مِنْهُمْ لَعَلِمَهُ الَّذِينَ يَسْتَنْبِطُونَهُ مِنْهُمْ﴾ [النساء:83]، والذين يستبطونه العلماء المجتهدون مما يدل على أن قولهم واجماعهم معتبر وأصل من أصول الشريعة.
- ومن السنة:

1. قوله: «لاتجتمع أمتي على ضلالة».[4]
2. قوله: «سألت الله ألا تجتمع أمتي على ضلالة فأعطانيها».[5]
3. قوله: «من خرج عن الجماعة قيد شبر فقد خلع ربقة الإسلام من عنقه».[6]
4. قوله: «من سرّه أن يسكن بحبوحة الجنة فليلزم الجماعة فإن دعوتهم تحيط من ورائهم».[7]
5. قوله: «لا تزال طائفة من أمتي على الحق ظاهرين لايضرهم من خالفهم...» الحديث، رواه الترمذي.
6. قوله: «من فارق الجماعة فمات إلا مات ميتة جاهلية».[8]
7. قوله: «الجماعة رحمة والفرقة عذاب».[9]
8. وأخيراً حديث ابن مسعود: «ما رآه المسلمون حسناً فهو عند الله حسن».[10]

## دلالة الإجماع
اختلف العلماء في دلالة الإجماع هل هي قطعية أو ظنية على ثلاثة أقوال هي:
- القول الأول وهو: قول أكثر أهل العلم من أهل الفقه والأصول أنه دلالته قطعية بحيث أن من خالف هذا الإجماع يكفّر مخالفه أو يضلل ويبدّع [11] وهذا عند النقل المتواتر الصحيح ومن هؤلاء الآمدي والإسنوي وابن الحاجب وقالوا أنه إذا اشتهر بين العوام هذا الإجماع فإنه يكفر وإلا فلا.[12]
- القول الثاني: وقال جماعة من الأصوليين أنه يفيد الظن ومن هؤلاء الرازي
- القول الثاث: وهو التفصيل فقال بعضهم: أنه حجة قطعية إذا اتفق عليه المعتبرون وحجة ظنية إذا لم يتفقوا عليه وقال بعضهم: إجماع الصحابة مثل الكتاب والسنة المتواترة فهو قطعي وأما إجماع من بعدهم من التابعين وتابعيهم فهو المشهور فهو كالظني والإجماع عندهم الذي سبق فيه الخلاف في العصر السابق هو بمثابة خبر الواحد. ومن هؤلاء جماعة من الحنفية منهم البزدوي.

ثم إن إطلاق التكفير في حق من أنكر حكم الإجماع لا يصح كما ذكر ذلك الآمدي.

### أنواع الإجماع
ينقسم الإجماع إلى قسمين وذلك باعتبار طرق تحصيله وتكوينه:
- إجماع صريح: وهو اتفاق آراء المجتهدين بأقوالهم أو أفعالهم على حكم مسألة معينة كأن يجتمع العلماء من فقهاء وأصوليون فيبتوا في مسألة معينة ويبدي كلٌ منهم رأيه صراحة وتتحد الفتاوى على حكم معين فيكون بذلك اجماعاً وهذا حجة وأصل معتبر عند جمهور أهل العلم قديماً وحديثاً.
- إجماع سكوتي: وهو أن يقول بعض المجتهدين في العصر الواحد قولاً في مسألة معيّنة ويسكت بقية العلماء أو الباقون منهم في ذلك العصر أو غيره عن هذا الإجماع.

وللعلماء في هذا الإجماع السكوتي أقوال وأكثرهم على اعتباره بشروط وإن لم يعتبر فأقل أحواله أن يكون حجة يحتج به على الحكم الشرعي والله أعلم.

## شروط الإجماع
لا بد للإجماع من شروط يقوم به ويصبح بهذه الشروط حجة يعتمد بها ومن هذه الشروط:
1. لا بد أن يكون الإجماع مبنياً على مستند صحيح من كتاب أو سنة.
2. أن يتفق جميع المجتهدين على الحكم في زمن معين صراحة أو وجود إمارة على الرضا.
3. أن يقع الاتفاق من من أهل الاجتهاد الموصوفين بالعدالة ومجانبة البدع.
4. ثبوت صفة الاجتهاد في المجتهدين.[14]

وتُخرج هذه الشروط عدة أمور منها:
- لا عبرة بإجماع غير مستند على دليل من كتاب أو سنة بل يُحكى حكاية أو يُتوقع توقعاً وهمياً.
- ولا عبرة بإجماع طائفة معينة من العلماء أو تلاميذ شيخ أو إمام معين أو أصحابه كأصحاب مالك أو أصحاب أحمد أو غيرهم.
- أصحاب البدع المُكفرة لاعبرة بإجماعهم ولا خلافهم مثل إجماع الروافض في رفض إمامة الشيخين (أبو بكر وعمر).
- ولا عبرة باجماع من عوام الناس الذين لم تتوفر فيهم صفة الاجتهاد.

ــ وهناك شروط مختلف فيها هي كالآتي:
1. كون المجتهدين من الصحابة، فهذا الشرط خالف فيه جمهور أهل العلم وقالوا بجواز أن يكون الإجماع انعقد بعدهم أو شارك التابعون من القرون القرون المفضلة الصحابة في إجماعهم.
2. كون المجتهدين من قرابة النبي، وهذا القول قال به الزيدية والإمامية فقط.
3. كون المجمعين من أهل المدينة، وهذا شرط تفرّد به الإمام مالك فقط.
4. انقراض العصر بموت جميع المجتهدين بعد اتفاقهم على حكم، وهذا ذُكر عن الإمام أحمد ووافقه في ذلك مجموعة من السلف.
5. ألّا يسبق الإجماع بخلاف في المسألة بين السلف، وقال أكثر أهل الحديث ولكن خالفهم الأصوليون في ذلك.

### تصوّر الإجماع عند المعاصرين
عندما ننظر لشأن الإجماع في وقتنا الحالي نجد أننا عندما نقوم بتطبيق تلك الشروط التي اشترطها الأصوليون والعلماء في الإجماع لاوجود لها في وقتنا المعاصر أو يصعب وجودها ولكن هذا الأمر نجده في الأحكام الاجتهادية الظنية لا الأحكام القطعية الصريحة فهذا تنطبق عليه هذه الشروط التي اشترطها الأصوليون وقد وُجدت في هذه الأحكام القطعية وقد قرر ذلك الشافعي.
ثم ذكر بعض المعاصرين منهم محمد أبو زهرة أن حجية الإجماع تكمن في إجماع الصحابة م أجمعين حيث لم يتفرقوا في كثير من الأقاليم فكان في عصرهم الإجماع ممكناً وأما في عصر التابعين حيث تفرقوا في الأقاليم فكان الإجماع لم يكن ميسوراً أو متعذراً لذلك يصعب اتفاق الفقهاء على مسألة من المسائل قد أجمع عليها الصحابة فادعى بعضهم الإجماع عليها وأنكره بعضهم  ووافق بعض المعاصرين أبو زهرة في قوله فحصر الإجماع في عصر أبي بكر وعمر ومنهم الخضري.
وقال بعضهم: إن الإجماع لاينعقد بالأركان والشروط إذا تولّاه الأفراد من الأمم الإسلامية وبالعكس إذا تولّه الحكومات الإسلامية بشرط أن تمنح حق الاجتهاد لمن توفرت فيه شروط الاجتهاد وتعطيه إجازة تخوّله للاجتهاد في بعض المسائل وبهذا يُعرف في كل حكومة ويُحصر فيها الأئمة المجتهدين من قبل الحكومات ومن ثم يكون اتفاقهم اجتهاداً يُعمل به في الدولة ويطبقه ويعمل به عموم المسلمين في ذلك البلد وفي غيره.

### من المسائل المجمع عليها
المسائل المجمع عليها يصعب حصرها في هذه الموسوعة لأن هذه الموسوعة موسوعة معارف عامة وليست موسوعة تقصي للأبحاث فهذا له مجاله الخاص به ولكن نشير إلى بعض المسائل المجمع عليها بشكل عام فمنها:
- وجوب النية في طهارة الحدث والغسل من الجنابة
  - القهقهة في الصلاة تبطلها.
  - جواز المسح على الخفين في السفر.
  - سقوط الصلاة عن الحائض وقت حيضها.
  - الصلوات خمس في اليوم والليلة.
  - الأذان والإقامة مشروعان للصلوات الخمس والجمعة.
  - وجوب ستر العورة وأنه شرط من شروط الصلاة.
  - وجوب الركوع والصلاة وأنهما فرضان.
  - ثبوت صلاة الخوف بعد موت النبي.
  - وجوب الزكاة في الأموال الأربعة: النقدان، وعروض التجارة، وبهيمة الأنعام، والزروع والثمار.
  - وجوب الوفاء بالنذر في الاعتكاف وغيره.
  - المرأة في الحج كالرجل فهو فرض عليها.
  - استلام الحجر الأسود مسنون.
  - مشروعية الحلق للرجال المحرمين.
  - عدم وجوب الحلق على النساء وأن عليهن التقصير.
  - حرمة وطء المملوكة الحامل حتى تضع والحائل حتى تستبرأ بحيضة.
  - صحة بيع المرابحة.
  - وجوب قتال من بغى من اللصوص فطلب أخذ الروح والمال.
  - فرضية الإمامة وأنه لابد من امام.
  - الدية مائة من الإبل عن المسلم المقتول وعن المرأة خمسين منها.